# Blatno (powiat Louny)
Blatno – miejscowość i gmina (obec) w Czechach, w kraju usteckim, w powiecie Louny. W 2022 roku liczyła 495 mieszkańców.